# Rybitwy (województwo świętokrzyskie)
Rybitwy – wieś w Polsce położona w województwie świętokrzyskim, w powiecie staszowskim, w gminie Połaniec.
W latach 1975–1998 miejscowość położona była w województwie tarnobrzeskim.

## Dawne części wsi – obiekty fizjograficzne
W latach 70. XX wieku przyporządkowano i opracowano spis lokalnych części integralnych dla Rybitw zawarty w tabeli 1.

| Nazwa wsi – miasta | Nazwy części wsi – miasta          | Nazwy obiektów fizjograficznych – charakter obiektu |
| ------------------ | ---------------------------------- | --- |
| I. Gromada RUSZCZA |                                    | |
| 1. Rybitwy         | 1. Brzyzie 2. Podlesie 3. Słoniawa | 1. Brzyzie — pole 2. Cyple — pole, łąka 3. Długa Łąka — łąka 4. Nieciecz — łąka 5. Ogrody — pole 6. Pod Dębiną — pole 7. Pod Lasem — nieużytki 8. Podgórze — pole 9. Podlesie — pole 10. Przedmieście — pole 11. Rędziny — pole 12. Słoniawa — pole 13. Stalmaszki — pole 14. Zajeziorze — pole 15. Ździadki — pole 16. Żapniowskie — pole |